# الإمام الأكبر
الإمام الأكبر لقب يطلق علي شيخ الأزهر الشريف في مصر، وقد تم منح هذا اللقب بصدور القانون رقم 103 لسنة 1961 الخاص بتطوير الأزهر، ووفقاً لهذا القانون أصبح شيخ الأزهر هو الإمام الأكبر وصاحب الرأي في كل ما يتصل بالشؤون الدينية وفي كل ما يتعلق بالقرآن وعلوم الإسلام، ويتم تعينه بقرار من رئيس الجمهورية من بين أعضاء مجمع البحوث الإسلامية، ويعتبر الشيخ محمود شلتوت هو أول من حمل لقب الإمام الأكبر.